# Женщины в ярости
«Женщины в ярости» (англ. Women in Fury) — низкобюджетный фильм с изобилием жестокости и садистскими сексуальными сценами, не рекомендуется детям до 18 лет и слабонервным.

## Сюжет
Молодая девушка Анджела Дюваль берёт на себя вину брата, который убил наркобарона. Её приговаривают к 18 годам тюрьмы. Её брат вскоре покончил с собой. В тот же день сокамерницы её насилуют. В камере её попытались «убрать» как опасного свидетеля. Во время спонтанно вспыхнувшего бунта Анжела вместе с сокамерницами совершает побег, не зная о том, что дело было пересмотрено и что был выдан судебный ордер на её освобождение…

## В ролях
- Сюзанна Карвало
- Генри Панончелли